# 필 밸런타인

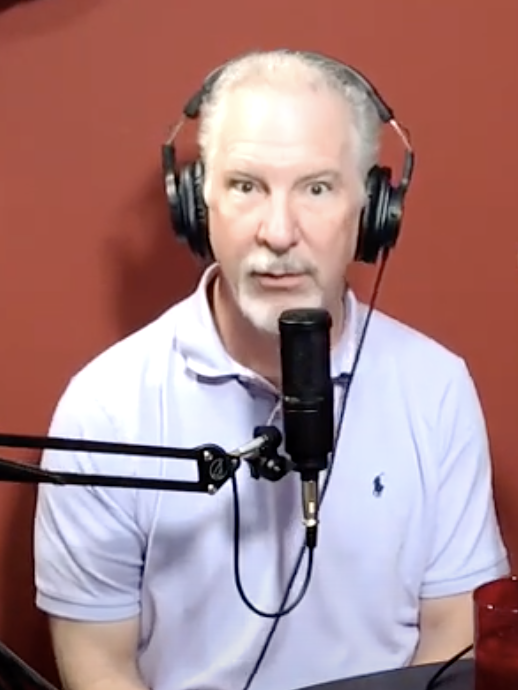

필립 카 밸런타인(Philip Carr Valentine, 1959년 9월 9일 ~ 2021년 8월 21일)는 미국의 보수 성향 라디오 진행자이다. 테네시주 내슈빌의 방송국 WWTN에서 매일 방송을 진행했다.
노스캐롤라이나주 민주당 6선 하원의원 팀 밸런타인의 아들로 태어났다. 노스캐롤라이나주 내슈빌에서 자랐다. 라디오 일을 하기 위해 노스캐롤라이나주 샬럿에 있는 코네디컷 방송 학교의 캠퍼스를 다녔다.
테네시주의 소득세 법안에 반대하는 시위를 주도했다. 기후 변화를 부정하며 영화 《불편한 진실》에 반박하는 다큐멘터리 《상반되는 진실》을 제작했다.
코로나-19 백신이 필요없다고 주장하며 비틀즈의 〈택스맨(Taxman)〉을 패러디한 〈백스맨〉이라는 노래를 지어 불렀다. 그는 또한 의료 노동자들이 부착하는 백신 접종완료 배지를 나치의 유대인 배지에 비유했다고 CNN이 전했다.
2021년 7월 11일 밸런타인은 자신이 코로나-19에 감염되었다고 밝히면서 별 일 아니고 하루 정도 쉬면 될 것이라고 페이스북에 밝혔다. 하지만 증상이 심해져 7월 23일 입원하였고 28일 호흡기 착용을 하였다. 그는 8월 21일 사망했다. 필 밸런타인의 남자 형제는 그가 병상에서 자신이 백신을 맞지 않은 것을 후회했다고 밝혔다.